# 热尔扎
热尔扎（法語：Gerzat，法語發音：[ʒɛʁza]）是法国多姆山省的一个市镇，位于该省中北部，属于克莱蒙费朗区。

## 地理
热尔扎（45°49'33"N, 3°8'41"E）面积16.28 平方千米，位于法国奥弗涅-罗讷-阿尔卑斯大区多姆山省，该省份为法国中南部省份，北起阿列省接壤，东临卢瓦尔省，南至上盧瓦爾省和康塔爾省，西接科雷兹省和克勒兹省。
与热尔扎接壤的市镇（或旧市镇、城区）包括：梅内特罗勒、塞巴扎、沙托盖、克莱蒙费朗、马兰特拉、圣博齐尔。

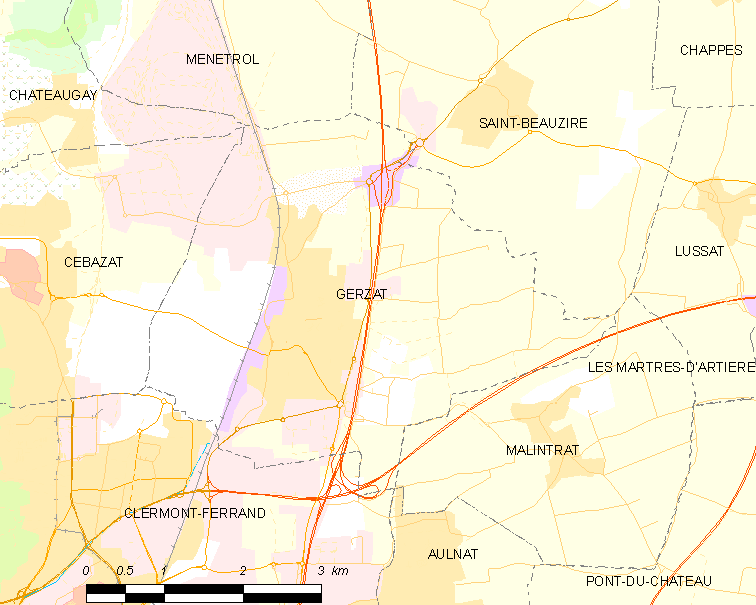
热尔扎的OSM定位图

热尔扎的时区为UTC+01:00、UTC+02:00（夏令时）。

## 行政
热尔扎的邮政编码为63360，INSEE市镇编码为63164。

## 政治
热尔扎所属的省级选区为热尔扎县。

## 人口

1962-2008年间热尔扎人口变化图示

热尔扎于2022年1月1日时的人口数量为10268人。